# 5-壬酮
5-壬酮（也称为二丁基酮）是一种有机化合物，分子式C9H18O，结构简式(CH3CH2CH2CH2)2CO，是一种对称酮，常温常压下为无色液体。